# 西園八校尉
西園八校尉（さいえんはつこうい）は、中国の後漢末期、188年に置かれた官職の総称。また西園三軍という。皇帝直属の部隊である「西園軍」を創設し、その「西園軍」を率いる人物として、霊帝に寵愛された蹇碩（『三国志演義』では十常侍の一人とされる）、袁紹・鮑鴻の3名を中心にすえた。古くは鎌田重雄、近年では石井仁・上谷浩一等によって研究が進んだ。特に石井の指摘は重要な意味を多く含んでいる。

## 成立
中平5年（188年）、黄巾の乱以後の混乱が続く中、望気者（雲気を見て吉兆を占う人）が、都で戦が起こり両宮で血が流れると予言した。これを聞いた大将軍司馬の許諒と、仮司馬の伍宕が、大将軍であった何進に「『六韜』には天子が将兵を率いるという記述があり、それに倣って皇帝が将兵を率いて四方を圧倒すべきである」と献言する。
その意見を受けて何進は霊帝に上奏し、霊帝は何進に四方から兵を徴発するよう命ずる。
これが成立の根拠かどうかは、史料によっては正しいとは言えない。また、仮に范曄の『後漢書』に従ったとしても、この兵をそのまま西園軍ととらえることは危険である。
そして、8月に「西園軍」が設置された。
10月に、平楽観（宮殿の西側、西園にある演場）において閲兵式が行われた。これには霊帝自らが出席しており、甲冑を身に纏って騎乗し、自らを「無上将軍」と称した。その横に何進が控えた。そして、ここで西園八校尉が任命された。
『後漢書』「何進伝」によると、
- 上軍校尉 ― 蹇碩（小黄門）
- 中軍校尉 ― 袁紹（虎賁中郎将）
- 下軍校尉 ― 鮑鴻（中国語版）（屯騎都尉）
- 典軍校尉 ― 曹操（議郎）
- 助軍校尉 ― 趙融（中国語版）
- 佐軍校尉 ― 淳于瓊

その他、左右校尉があったとある。
『山陽公載記』によると、
- 上軍校尉 ― 蹇碩（小黄門）
- 中軍校尉 ― 袁紹（虎賁中郎将）
- 下軍校尉 ― 鮑鴻（屯騎校尉）
- 典軍校尉 ― 曹操（議郎）
- 助軍左校尉 ― 趙融
- 助軍右校尉 ― 馮芳（中国語版）
- 左校尉 ― 夏牟（諫議大夫）
- 右校尉 ― 淳于瓊

とある。

## 特徴
「西園軍」の特徴としてまず挙げられるのは、霊帝直属の部隊であるということである。そして、『後漢書』巻八「霊帝紀」や、巻六十九「何進伝」に書かれているように、霊帝は自らを「無上将軍」と称した。そもそも、皇帝が将軍を名乗るということは前代未聞であった。鎌田重雄はこの「無上将軍」という称号について、黄巾の乱の首謀者である張角とその弟張宝、張梁がそれぞれ「天公将軍」「地公将軍」「人公将軍」と称したことに対する対抗措置であるとしている。
西園八校尉の筆頭である蹇碩に関して、同じく『後漢書』巻六十九「何進伝」に

帝蹇碩壮健にして武略有るを以て、特に之を親任し、以て元帥と為し、司隷校尉以下を督せしめ、大将軍と雖も亦た領属せしむ。

という記述があることから、この蹇碩は大将軍よりも位が上位であるということがわかる（大将軍と雖も亦た領属せしむ）。蹇碩が実際に大将軍や司隷校尉といった大権を持つ官に対して監督権を行使できたかは不明で、またこの権限をすぐに失ったとも思われる。
石井によって指摘されているが、西園軍の維持費は国費ではなく霊帝の私費であり、売官によって得た銭があてられていた。しかし、あくまで一部であるとともに、売官、売爵それ自体が、軍の維持目的に設置されたものではない。
これらは霊帝のいくつかの改革の一つとして捉えられる。日本でも中国でもそういった理解がされることが多く、日本では先の石井、上谷のほか、窪添も一連の改革の一つとして把握している。
実際に軍事行動があったのは下軍校尉鮑鴻のみであり、三軍のうち監督としての上軍、実質的に行動する下軍と、機能は分化していたようである。なお、石井が指摘していることであるが、中軍のみ（名称は）後世に継承されることになる。
范曄の『後漢書』で突然、鮑鴻が下獄死したという記事が出て、またその理由が記されていないため、鎌田はそれ以前の軍事行動で失敗したからではないかと述べているが、それは完全な誤りである。軍事行動自体は成功しているが、汚職によって罪にあてられたにすぎない。
また近年、上谷はこの西園軍の「継承」を切り口として董卓政権を把握しようとしているが、その妥当性については今後の研究によるであろう。